# Alphard
Alphard (α Hya / α Hydrae / Alpha Hydrae) è la stella più luminosa della costellazione dell'Idra; ha una magnitudine apparente di +1,98 ed è una gigante arancione, distante 180 anni luce dalla Terra.

## Osservazione
Alphard è una stella dell'emisfero australe, ma è talmente prossima all'equatore celeste (solo 8° a sud) da poter essere osservata da tutte le aree abitate della Terra, senza difficoltà. D'altra parte questa vicinanza all'equatore celeste fa sì che essa sia circumpolare solo nelle regioni vicine al polo sud terrestre. La stella, di gran lunga la più brillante della costellazione dell'Idra, risalta in un campo piuttosto povero di stelle luminose; la si può identificare prolungando la direttrice, verso sud-ovest, che da γ Leonis conduce a Regolo. Essendo di magnitudine +1,99 la si può scorgere anche dai piccoli e medi centri urbani senza difficoltà.
Il periodo migliore per la sua osservazione ricade nei mesi primaverili dell'emisfero boreale, che equivale alla stagione autunnale dell'emisfero australe.

## Caratteristiche fisiche
Alphard è sospettata di essere una stella variabile infatti è stata catalogata nel New Catalogue of Suspected Variable Stars, ma finora non è possibile precisarne la natura. È una gigante arancione in uno stadio evolutivo avanzato, la cui massa è il triplo di quella solare, e il suo raggio arriva ad essere 56 volte superiore a quello della nostra stella. Pare avere un'età stimata di 420 milioni di anni, meno di un decimo di quella solare, ma come tutte le stelle di maggior massa si trova già nello stadio di gigante, e in tempi relativamente brevi rispetto alla vita stellare, rilascerà i suoi strati esterni trasformandosi in una piccola e densa nana bianca.
È anche una stella al bario, per la presenza di questo elemento in quantità più elevate del normale; molto probabilmente aveva una compagna, più massiccia che, prima di divenire una nana bianca contaminò la compagna con questo elemento.
Ha una stella compagna di magnitudine apparente +9,5 che però non ha alcun legame con la stella arancione.

## Etimologia e significato culturale
Il suo nome deriva dall'arabo فرد|الفرد (Al Fard) e significa "La solitaria"; la stella è infatti collocata in una regione celeste abbastanza vuota, infatti per trovare una stella più luminosa nelle vicinanze bisogna spostarsi fino a Regolo, nella costellazione del Leone. L'astronomo europeo Tycho Brahe la chiamò Cor Hydrae, "il cuore del serpente, che con l'alternativa Collum Hydrae, "collo d'Idra", è attuale ancora oggi.
Nell'antica Cina Alphard era la stella più importante di un asterismo chiamato Uccello Vermiglio, che univa le sette divisioni lunari del quartiere meridionale dei cieli. Si dice che la sua longitudine sia stata accertata in Cina e che la stella sia stata osservata al passaggio al meridiano al tramonto nel giorno dell'equinozio di primavera, durante i tempi dell'imperatore Yao, attorno al 2350 a.C..
Alphard appare nella bandiera del Brasile, dove rappresenta lo stato del Mato Grosso do Sul.